# Kakching Khunou
Kakching Khunou è una suddivisione dell'India, classificata come nagar panchayat, di 9.314 abitanti, situata nel distretto di Thoubal, nello stato federato del Manipur. In base al numero di abitanti la città rientra nella classe VI (meno di 5.000 persone).

## Geografia fisica
La città è situata a 24° 22' 50 N e 93° 51' 47 E.

## Società

### Evoluzione demografica
Al censimento del 2001 la popolazione di Kakching Khunou assommava a 9.314 persone, delle quali 4.604 maschi e 4.710 femmine. I bambini di età inferiore o uguale ai sei anni assommavano a 1.266, dei quali 638 maschi e 628 femmine. Infine, coloro che erano in grado di saper almeno leggere e scrivere erano 5.446, dei quali 3.208 maschi e 2.238 femmine.